# Claudio Acquaviva
Claudio Acquaviva d'Aragona (Atri, Abruzzo, 14 de septiembre de 1543 - Roma, 31 de enero de 1615), general jesuita italiano elegido en la cuarta Congregación General (1581), el más joven hasta el momento: tenía solo 38 años. Su mandato fue de 34 años. Fue general entre 1581-1615, el que más largo periodo ha estado gobernando la orden.
Suele invocárselo como el segundo fundador de la Compañía de Jesús.

## Biografía
Claudio Acquaviva nació en Atri, región de los Abruzos, como el noveno de los diez hijos de Giovanni Antonio Acquaviva d'Aragona, IX Duque de Atri y VI Conde de Conversano, y de Isabella Spinelli. Proveniente de una familia reconocida por su de destacada actuación en la corte de Nápoles y por su patroznago de la cultura humanista, también era nieto del condottiero y literato Andrea Mateo de Acquaviva.
Luego de realizar sus estudios iniciales en humanidades (Latín, Griego y Hebreo) y matemáticas, estudió jurisprudencia en Perugia, y luego fue nombrado camarlengo por el papa Pío IV.